# Fermats lilla sats

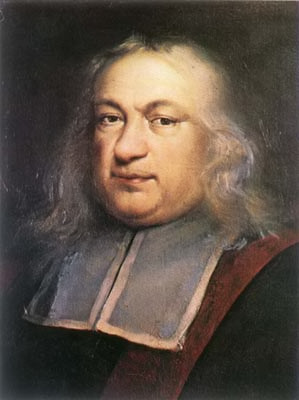
Pierre de Fermat formulerade satsen.

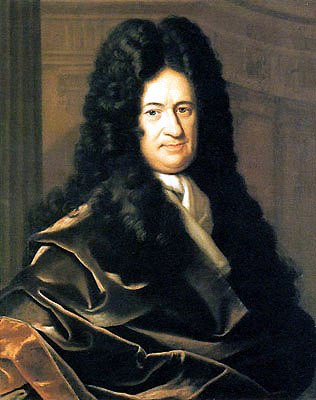
Gottfried Wilhelm von Leibniz bevisade satsen.

Fermats lilla sats säger att om p är ett primtal gäller för varje heltal a att
{\displaystyle a^{p}\equiv a\ (\operatorname {mod} \ p)}
Detta betyder att om man tar ett tal a, multiplicerar det med sig självt p gånger och subtraherar a är resultatet delbart med p (se modulär aritmetik). Satsen kallas för Fermats lilla sats för att skilja den från Fermats stora sats. Pierre de Fermat upptäckte satsen runt 1636. Den nämndes i ett av hans brev, daterat 18 oktober 1640, i följande ekvivalenta form: p delar a p -1 - 1 närhelst p är ett primtal och a och p är relativt prima. Fallet för a = 2 var känt av de forntida kineserna.

## Bevis
Fermat förklarade sin sats utan bevis. Den första som gav ett bevis var Gottfried Wilhelm Leibniz i ett manuskript utan datum, i vilket han också skrev att han kände till ett bevis före 1683.

### Induktionsbevis
Fermats lilla sats kan bevisas med matematisk induktion.
Om {\displaystyle a=1}, så {\displaystyle 1^{p}\equiv 1\ (\operatorname {mod} \ p)} och satsen gäller.
Antag att satsen gäller för alla {\displaystyle a\leq n}. Då har vi att {\displaystyle n^{p}\equiv n\ (\operatorname {mod} \ p)}.
Om nu {\displaystyle a=n+1}, så är
{\displaystyle a^{p}=(n+1)^{p}}
{\displaystyle \equiv n^{p}+{p \choose 1}n^{p-1}\cdot 1+{p \choose 2}n^{p-2}\cdot 1^{2}+...+{p \choose p-1}n^{1}\cdot 1^{p-1}+1^{p}{\pmod {p}}}{\displaystyle \equiv n^{p}+\sum _{k=1}^{p-1}{p! \over k!(p-k)!}\cdot n^{p-k}+1\equiv n^{p}+p\sum _{k=1}^{p-1}{p! \over k!(p-k)!\cdot p}\cdot n^{p-k}+1{\pmod {p}}}
Nu till koefficienten {\displaystyle {p! \over k!(p-k)!\cdot p}}.
Om p är ett primtal är inga av faktorerna i k! eller (p - k)! delare till p.
Eftersom {\displaystyle {p! \over k!(p-k)!}} är ett heltal måste då {\displaystyle {p! \over k!(p-k)!\cdot p}}vara ett heltal.
{\displaystyle \equiv n^{p}+1{\pmod {p}}}, om p är ett primtal
{\displaystyle \equiv n+1{\pmod {p}}}
det vill säga {\displaystyle a^{p}\equiv a\ (\operatorname {mod} \ p)}, och satsen gäller.

### Gruppteoretiskt bevis
Fermats lilla sats kan även bevisas med hjälp av gruppteori:
Låt p vara ett primtal och G vara gruppen bestående av elementen 1, 2, ..., p - 1 under operationen multiplikation modulo p. Gruppen har då ordningen p - 1. Ta nu ett element a i G (dvs, a ligger mellan 1 och p - 1) och låt k vara a:s ordning (dvs det minsta k så att {\displaystyle a^{k}} är 1).
Enligt Lagranges sats är k en delare i G:s ordning, p - 1, dvs p - 1 = kn, för något heltal n. Man får att:
{\displaystyle a^{p-1}\equiv a^{kn}\equiv \left(a^{k}\right)^{n}\equiv 1^{n}\equiv 1{\pmod {p}}.}
Om båda sidor multipliceras med a fås:
{\displaystyle a^{p}\equiv a{\pmod {p}}.}

## Generaliseringar
Fermats lilla sats kan generaliseras till Eulers sats, vilken kan ytterligare generaliseras till Carmichaels sats.

## Pseudoprimtal
Om a och p är relativt prima tal sådana att a p -1 - 1 är delbart med p, då behöver inte p vara ett primtal. Om det inte är ett primtal kallas p ett pseudoprimtal till basen a. Ett tal p som är ett pseudoprimtal till basen a för varje a relativt primt med p kallas ett Carmichaeltal.